# Rock Band 3
Rock Band 3 es un videojuego de música, y el tercer juego principal de la serie Rock Band. Harmonix Music Systems es el principal desarrollador del juego, con contribución adicional por parte de Backbone Entertainment en las versiones del Wii y DS. El juego es publicado y distribuido por MTV Games y Electronic Arts, respectivamente. Como en los otros juegos de la serie, Rock Band 3 permite a los jugadores imitar a una banda de rock y otros géneros usando controles especiales que imitan la guitarra y el bajo eléctrico, la batería y con un micrófono para las voces. Rock Band 3 mejora con respecto a los juegos previos con la inclusión 3 armonías vocales previamente usadas en The Beatles: Rock Band y Green Day: Rock Band y agregando soporte para un teclado MIDI de 25 teclas.
Rock Band 3 presenta un nuevo modo "Pro", el cual es diseñado como una herramienta de aprendizaje para imitar de manera exacta el como tocar con instrumentos reales: Los jugadores de guitarra y bajo tendrán que digitar trastes y cuerdas específicas, los bateristas tendrán que pegar pads que simulan platillos además de la caja, los toms y el bombo. El tecladista tendrá que digitar con precisión en todo el teclado. MadCatz y Fender estar construyendo controles y complementos para mejorar el modo Pro. La introducción por parte de Harmonix del teclado y del hardware para el modo Pro fueron hechas para hacer del Rock Band 3 un título "innovador" para revitalizar el ritmo del mercado después de los pobres títulos del 2009 y para seguir con los esfuerzos y objetivos de Harmonix de incorporar instrumentos reales en los videojuegos.
El juego incluye 83 canciones, muchas seleccionadas para el buen uso del teclado. El contenido del juego, incluyendo el contenido descargable y las canciones de la Rock Band Network alcanzan 2,000 canciones a finales de octubre del 2010. Rock Band 3 es rediseñado para aprovechar las listas de canciones ya existentes de los jugadores proveyendo listas de canciones creadas por el mismo usuario, con herramientas sencillas para buscar y seleccionar las canciones.
Rock Band 3 fue lanzado el 26 de octubre de 2010 en Norteamérica, 29 de octubre en Europa y el 28 de octubre en Australia y Nueva Zelanda. Está disponible para el Xbox 360, PlayStation 3, Wii y el Nintendo DS.
La crítica aclamó el juego, elogiando la adición del teclado que amplía el potencial de la biblioteca musical de la serie de juegos y la renovada estructura de la carrera para mantener a los jugadores jugando el título. El modo Pro fue particularmente resaltado por la crítica, quienes señalaron que el nuevo modo consigue acercar al género al aprendizaje eficaz para aprender a tocar instrumentos reales a pesar del alto costo de estos.

## Lista de canciones

### Años 2000
- Amy Winehouse - “Rehab”
- At the Drive-In - “One Armed Scissor”
- Avenged Sevenfold - “Beast and the Harlot”
- Dover - “King George”
- Dover - “King George”
- The Bronx - “False Alarm”
- The Flaming Lips - “Yoshimi Battles the Pink Robots Pt. 1”
- HIM - “Killing Loneliness”
- Hypernova - “Viva La Resistance”
- Ida Maria - “Oh My God”*
- Juanes - “Me Enamora”
- Metric - “Combat Baby”*
- Paramore - “Misery Business”*
- Phoenix - “Lasso”*
- Poni Hoax - “Antibodies”
- Pretty Girls Make Graves - “Something Bigger, Something Brighter”
- Queens of the Stone Age - “No One Knows”
- The Raveonettes - “Last Dance”
- Rilo Kiley - “Portions for Foxes”*
- Riverboat Gamblers - “Don't Bury Me...I'm Still Not Dead”
- Slipknot - “Before I Forget”
- The Sounds - “Living in America”
- Tegan & Sara - “The Con”
- Them Crooked Vultures - “Dead End Friends”
- Tokio Hotel - “Humanoid”*
- The Vines - “Get Free”*
- The White Stripes - “The Hardest Button to Button”*

### Años 1990
- Faith No More - “Midlife Crisis”*
- Filter - “Hey Man, Nice Shot”
- Jane's Addiction - “Been Caught Stealing”*
- Maná - “Oye Mi Amor”
- Marilyn Manson - “The Beautiful People”
- The Muffs - “Outer Space”
- Phish - “Llama”
- Primus - “Jerry Was a Racecar Driver”
- Rammstein - “Du Hast”
- Smash Mouth “Walkin’ On The Sun”*
- Spacehog - “In the Meantime”
- Stone Temple Pilots - “Plush”
- Swingin’Utters - “This Bastard’s Life”

### Años 1980
- Anthrax - “Caught in a Mosh”
- Big Country - “In a Big Country”
- The Cure - “Just Like Heaven”*
- Def Leppard - “Foolin’”
- Devo - “Whip It”
- Dio - “Rainbow in the Dark”
- Dire Straits - “Walk of Life”
- Echo & the Bunnymen - “The Killing Moon”
- Huey Lewis and the News - “The Power of Love”

- INXS - “Need You Tonight”*
- J. Geils Band - “Centerfold”
- Joan Jett - “I Love Rock N’ Roll”*
- Night Ranger - “Sister Christian”*
- Ozzy Osbourne - “Crazy Train”*
- The Police - “Don't Stand So Close to Me”
- Roxette - “The Look”*
- The Smiths - “Stop Me if You Think You’ve Heard This One Before”
- Tears for Fears - “Everybody Wants to Rule the World”
- Whitesnake - “Here I Go Again”*

### Años 1970
- The B-52's - “Rock Lobster”*
- Blondie - “Heart of Glass”
- Bob Marley - “Get Up, Stand Up”
- Chicago - “25 or 6 to 4”
- Deep Purple - “Smoke on the Water”
- Doobie Brothers - “China Grove”*
- Elton John - “Saturday Night’s Alright for Fighting”
- Foreigner - “Cold As Ice”*
- Golden Earring - “Radar Love”
- John Lennon - “Imagine”
- Lynyrd Skynyrd - “Free Bird”
- Queen - “Bohemian Rhapsody”*
- Ramones - “I Wanna Be Sedated”
- Steve Miller Band - “Fly Like an Eagle”
- T. Rex - “20th Century Boy”
- Tom Petty and the Heartbreakers - “I Need to Know”
- War - “Low Rider”
- Warren Zevon - “Werewolves of London”
- Yes - “Roundabout”

### Años 1960
- Beach Boys - “Good Vibrations (Live)”
- David Bowie - “Space Oddity”
- The Doors - “Break on Through (To the Other Side)”*
- James Brown - “I Got You" (I Feel Good) – Alternate Studio Version*
- The Jimi Hendrix Experience - “Crosstown Traffic”*
- The Who - “I Can See for Miles”

- Datos: Q2543862